# シュマコヴァ (小惑星)
シュマコヴァ (1833 Shmakova) は、小惑星帯の小惑星。リュドミーラ・チェルヌイフがクリミア天体物理天文台で発見した。
ロシア出身で、後にアメリカのSLACに所属した天体物理学者のマリナ・シュマコヴァに因んで名付けられた。